# Тиранчик гвіанський
Тира́нчик гвіанський (Phylloscartes virescens) — вид горобцеподібних птахів родини тиранових (Tyrannidae). Мешкає в Південній Америці.

## Поширення і екологія
Гвіанські тиранчики поширені на сході Гаяни (в басейні річки Ессекібо), в Суринамі, Французькій Гвіані, а також на півночі та на північному сході Бразилії, в штатах Пара і Амапа. Вони живуть у вологих рівнинних тропічних лісах. Зустрічаються на висоті до 500 м над рівнем моря.